# 上田敏
上田 敏（うえだ びん、1874年（明治7年）10月30日 - 1916年（大正5年）7月9日）は、日本の英文学者・詩人・翻訳家。学位は、文学博士。京都帝国大学文科大学教授。族籍は静岡県士族。「柳村」と号したため、上田柳村名義でも執筆活動を行った。
外国文学、とくに西欧の象徴詩の紹介と翻訳を精力的に行った。名訳詩集『海潮音』（1905年）は、日本の詩壇を覚醒させ、「パンの会」結成などに影響を与えた。作品に訳詩集『牧羊神』（1920年）など。

## 概要
1905年（明治38年）に本郷書院で刊行された訳詩集『海潮音』で知られ、日本にベルギー文学や南仏プロヴァンス文学、象徴派や高踏派の詩を紹介した。
『海潮音』に収められたドイツの詩人カール・ブッセの詩『山のあなた』より「山のあなたの空遠く 「幸」住むと人のいふ。 噫、われひとゝ尋（と）めゆきて、 涙さしぐみかへりきぬ。 山のあなたになほ遠く 「幸」住むと人のいふ。」や、フランスの詩人ポール・ヴェルレーヌの詩『落葉』より「秋の日の ヰ゛オロンの ためいきの 身にしみて ひたぶるに うら悲し。…」は、現在もなお名訳として広く読まれている。
小説家としても、唯一の小説である『うづまき』を1910年（明治43年）に著しており、享楽主義者である主人公の牧春雄は作者の上田敏の経験がモチーフになっている。ウォルター・ペイター作品の影響も強い。また島崎藤村の長編小説『春』に登場する「福富」は上田敏がモデルである。
日本にヴェルレーヌの詩やジョリス＝カルル・ユイスマンスの詩を紹介したのも上田敏である。

## 略歴
旧幕臣上田絅二（けいじ）の長男として1874年（明治7年）、東京築地に生まれる。絅二は昌平黌教授をつとめた儒学者の乙骨耐軒の次男で、英学者で沼津兵学校教授の乙骨太郎乙は伯父（耐軒の長男）、その子で音楽評論家の乙骨三郎は従兄弟に当たる。
静岡尋常中学、私立東京英語学校、および一高を経て、1897年（明治30年）東京帝国大学英文科卒。文学士の称号を得る。講師小泉八雲から「英語を以て自己を表現する事のできる一万人中唯一人の日本人学生である」とその才質を絶賛されたという。卒業後、東京高等師範学校教授、東大講師（八雲の後任）。
一高在学中、田口卯吉邸に寄寓しており、平田禿木を通じて北村透谷・島崎藤村らの『文学界』同人となり、東大在学中、第一期『帝国文学』の創刊（1895年（明治28年1月））にかかわる。
1902年（明治35年）6月、主宰誌の『芸苑』と廃刊になっていた森鷗外の主宰誌『めざまし草』とを合併し、『芸文』を創刊（その後、出版社とのトラブルで廃刊したものの、10月に後身の『万年艸』を創刊）。その後、鷗外とは家族ぐるみで交際した。
明治大学文学部で教鞭を執っていたが、1908年（明治41年）欧州へ留学。帰国後、京都帝国大学教授となり、同志社大学にも出講した。この頃、「マント事件」によって一高を退学し京都帝大英文科に進学していた菊池寛が上田に師事し、上田からの感化でアイルランドの戯曲家ジョン・ミリントン・シングに傾倒した。1910年（明治43年）2月15日、慶應義塾大学部文学科顧問に就任。同年6月、文学博士の学位を授けられる。
1916年（大正5年）7月9日、尿毒症のため東京市芝区白金三光町（現：東京都港区白金）の自宅で急逝。享年41。戒名は含章院敏誉柳邨居士（森鷗外の撰）。

## 人物
後述の#主な作品に見る通り、ヨーロッパの当時の文芸思潮を熱心に紹介し、後進を啓発した。たとえば永井荷風は、「上田先生などの著述の感化で、西欧の風物文物へのあこがれを持った」由を綴っている（書かでもの記）。住所は京都市上京区岡崎町、東京市芝区白金三光町。

## 家族・親族

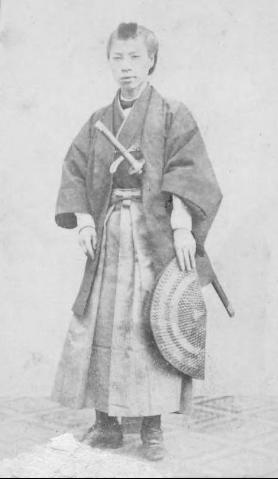
横浜鎖港談判使節団時代の父・乙骨亘

学者や海外留学経験者が複数いる。

### 上田家
- 母方祖父・上田友助（畯、東作、汪斎、1817?～?） - 新潟奉行支配並定役を務めた幕臣で、津田仙とともに新潟洋学講習所の講師も務めた[9]。1862年の文久遣欧使節に随行、のち遊撃隊 (幕府軍)を務めた[10]。
- 母・こう[2]（孝子）（1849年 - ?）[3] - 上田友助の娘[11]。
- 父方祖父・乙骨耐軒（儒学者、1806年 - 1859年）[12]
- 父方祖母・りき（1835年 - ?、東京士族、遠藤多助の長女）[2]
- 父・上田絅二(旧名・乙骨亘、1844?－1888)[13]（幕臣、静岡士族）[13][3] - 耐軒の二男[13]。1864年（文久3年）の「横浜鎖港談判使節団」に理髪師として海外を視察[13]。帰国後、幕府の通訳などを務め、上田友助の婿養子となり改名[13][10]。
- 妻・エツ（1878年 - ?、北海道、斎藤玄の叔祖母）[2][3]
- 長女・瑠璃子[3]（1902年 - ?、嘉治隆一の妻、経済学者嘉治元郎の母。孫に嘉治美佐子）

### 親戚
- 父方の伯父・乙骨太郎乙（洋学者） - 乙骨耐軒の長男。日本の国歌である『君が代』を提案した人物とされる。
- 母方の叔母・上田悌子（1855-1939） - 上田友助の娘。岩倉使節団とともに渡米した日本初の女子留学生に吉益亮子、山川捨松、永井繁子、津田梅子とともに選ばれたが、体調を崩して翌年吉益とともに帰国、のち代々幕府の奥医師を務めた桂川家一族の桂川甫純と結婚した[14][11][15]。
- 従兄弟・乙骨三郎（音楽学者、作詞家） - 乙骨太郎乙の長男。
- 従兄弟・吹田順助 - 父の妹の子[16]

## 主な作品
- 『耶蘇（世界歴史譚）』博文館 明治32年（1899）
- 『最近海外文学』交友館 明治34年（1901）
- 『みをつくし』文友館 明治34年（1901） - 訳文集
- 『最近海外文学』文友館 明治34年（1901）
- 『文芸論集』春陽堂 明治34年（1901）
- 『詩聖ダンテ』金港堂 明治34年（1901）
- 『最近海外文学続編』、交友館 明治35年（1902）
- 『海潮音』本郷書院 明治38年（1905） - 訳詩集
- 『文芸講話』金尾文淵堂 明治40年（1907）
- 『うづまき』大倉書店 明治43年（1910） - 自伝的小説
- 『小唄』阿蘭陀書房 大正4年（1915） - 小唄撰注
- 『現代の芸術』実業之日本社 大正5年（1916）
- 『牧羊神』金尾文淵堂 大正8年（1919） - 訳詩集
- 『上田敏全集』全8巻補巻1、改造社 昭和3年（1928） - 昭和6年（1931）
- 『定本上田敏全集』全10巻、教育出版センター 昭和53年（1978） - 昭和56年（1981）

復刻版で最終巻が未定稿・書簡・年譜・著作年表などを所収。